# Coua cursor
La cúa corredora o el cúa corredor (Coua cursor) es una especie de ave cuculiforme de la familia Cuculidae endémica de Madagascar.

## Distribución
Se encuentra en las zonas costeras del sur de la isla de Madagasgar.